# Nature morte avec des côtes et une tête d'agneau
Nature morte avec des côtes et une tête d'agneau (en espagnol Trozos de Carnero ou Bodegón con costillas, lomo y cabeza de cordero) est une peinture à l'huile de Francisco de Goya qui est conservée depuis 1909 dans les collections du Louvre à Paris.

## Analyse
La nature morte n'était pas un thème fréquent des œuvres de Goya, peut-être parce qu’en son temps elle était considérée comme moins précieuse que les portraits, les œuvres religieuses ou historiques. Dans l’Espagne du XVIIIe siècle, ce type de peinture avait été représenté par Luis Paret y Alcázar et Luis Eugenio Meléndez. Leur travail était marqué par le naturalisme et le souci du détail. Goya a peint une série de natures mortes pendant la guerre d'indépendance espagnole (1807-1814) puis lors de son exil à Bordeaux. Cependant, ses œuvres sont  loin du style rococo. Elles sont caractérisées par d’épais coups de pinceau et une palette de couleurs limitée. Goya rejette le concept traditionnel de la nature morte et revient à l'esthétique de Rembrandt. En outre, les natures mortes de Goya sont une claire métaphore de la mort, les animaux morts sont des victimes dont les corps sont présentés de façon directe et cruelle. La mort, l'éphémère et le fatalisme reviennent souvent dans les œuvres ultérieures du peintre vieillissant, devenant presque une obsession dans les peintures noires. Il est impossible de déterminer l'origine exacte de cette série de natures mortes, mais les historiens de l'art les situent eux entre 1808 et 1812 en raison des analogies avec les Désastres de la guerre réalisées au même moment et leurs nombreuses scènes de violence.

## Description
La composition est constituée de deux pièces d'agneau, une tête et des côtes disposées sur la table. A la tête d'un agneau porte la signature de l’artiste, de petites lettres en forme de rouge le nom de Goya. Le fond est sombre et uniforme, il est peint dans des couleurs plus fortes pour que la viande soit bien visible. Le peintre ne se concentre pas sur le destin culinaire de cette viande, mais  sur la mort de l’animal, sa dignité fragmentée et son corps manquant, ce qui est interprété comme une référence aux tragédies de la guerre et à ses victimes. Il est possible que ce travail ait été  une source d'inspiration pour la nature morte avec une tête d’agneau peinte en 1939 par Pablo Picasso.
Le fils de Goya, Javier, hérita de la série de natures mortes qu’il transmit à son petit-fils Mariano. Mariano Goya donna ces tableaux à Rafael Garcia Palencia, comte Yumuri, pour rembourser des dettes. Après la mort du comte en 1865, les peintures furent vendues et dispersées dans diverses collections dans le monde. Certaines ont été perdues. Nature morte avec la tête d'un agneau a été acheté par le Louvre en 1937.